# Helmstedt
Helmstedt é uma cidade da Alemanha, no estado da Baixa Saxônia (Niedersachsen), capital do distrito homónimo.

## Cidadãos
- Rudolf Leuckart (zoólogo, 1822 - 1898)
- Hans Krebs (general, 1898 - 1945)